# Hästgrundet, Kronoby
Hästgrundet är en ö i Finland. Den ligger i sjön Larsmosjön och i kommunen Kronoby i den ekonomiska regionen  Jakobstadsregionen  och landskapet Österbotten, i den centrala delen av landet, 400 km norr om huvudstaden Helsingfors. Öns största längd är 0,7 kilometer i sydöst-nordvästlig riktning.